# Mistrzostwa Świata w Piłce Siatkowej Kobiet 1967
Mistrzostwa Świata w Piłce Siatkowej Kobiet 1967 – 5. edycja międzynarodowego turnieju siatkarskiego o tytuł mistrza świata, zorganizowana w dniach 25 stycznia 1967 – 29 stycznia 1967 w Tokio. Pierwotnie mistrzostwa miały zostać zorganizowane w 1966 roku na terytorium Niemieckiej Republiki Demokratycznej, jednak FIVB przeniosła je do Peru, gdzie miały odbyć się planowo w dniach 12-29 października 1966 roku. Gospodarze nie sprostali jednak wymaganiom organizacyjnym i turniej przeniesiono do Japonii (choć początkowo miał być to Meksyk) na styczeń 1967 roku. Tuż przed rozpoczęciem mistrzostw, gospodarze turnieju nie wyrazili zgody na występ pod oficjalnymi nazwami, reprezentacjom Koreańskiej Republiki Ludowo-Demokratycznej oraz Niemieckiej Republiki Demokratycznej oraz oznajmili, że nie będą wywieszać ich flag, a także grać ich hymnów. Kraje bloku socjalistycznego w ramach solidarności zbojkotowały turniej i w rozgrywkach pozostały tylko 4 zespoły.

## Drużyny uczestniczące
| Grupa A                                    | Grupa B                   | Grupa C                              |
| ------------------------------------------ | ------------------------- | ------------------------------------ |
| Japonia Korea Północna Peru Czechosłowacja | NRD ZSRR Korea Południowa | Chiny Polska Węgry Stany Zjednoczone |

## Wyniki
| Data  | Drużyna 1         | Wynik | Drużyna 2         | 1     | 2     | 3    | 4     | 5 | * |
| ----- | ----------------- | ----- | ----------------- | ----- | ----- | ---- | ----- | - | - |
| 25.01 | Stany Zjednoczone | 3:1   | Korea Południowa  | 15:10 | 15:7  | 7:15 | 15:9  |   |   |
| 25.01 | Japonia           | 3:0   | Peru              | 15:1  | 15:5  | 15:1 |       |   |   |
| 27.01 | Stany Zjednoczone | 3:1   | Peru              | 15:3  | 11:15 | 15:9 | 15:13 |   |   |
| 27.01 | Japonia           | 3:0   | Korea Południowa  | 15:3  | 15:3  | 15:4 |       |   |   |
| 29.01 | Korea Południowa  | 3:0   | Peru              | 15:10 | 15:11 | 15:9 |       |   |   |
| 29.01 | Japonia           | 3:0   | Stany Zjednoczone | 15:12 | 15:0  | 15:8 |       |   |   |

## Tabela
| Lp. | Drużyna           | Pkt | Mecze | Mecze | Mecze | Sety | Sety | Sety  |
| Lp. | Drużyna           | Pkt | M     | W     | P     | wyg. | prz. | ratio |
| --- | ----------------- | --- | ----- | ----- | ----- | ---- | ---- | ----- |
| 1   | Japonia           | 6   | 3     | 3     | 0     | 9    | 0    | MAX   |
| 2   | Stany Zjednoczone | 5   | 3     | 2     | 1     | 6    | 5    | 1.200 |
| 3   | Korea Południowa  | 4   | 3     | 1     | 2     | 4    | 6    | 0.667 |
| 4   | Peru              | 3   | 3     | 0     | 3     | 1    | 9    | 0.111 |

## Klasyfikacja końcowa
| Miejsce | Reprezentacja     |
| ------- | ----------------- |
| złoto   | Japonia           |
| srebro  | Stany Zjednoczone |
| brąz    | Korea Południowa  |
| 4.      | Peru              |